# Château du Fosteau
 (décembre 2013).
Si vous disposez d'ouvrages ou d'articles de référence ou si vous connaissez des sites web de qualité traitant du thème abordé ici, merci de compléter l'article en donnant les références utiles à sa vérifiabilité et en les liant à la section « Notes et références ».
Le château du Fosteau est un ancien donjon du XIIIe siècle, devenu maison forte et château. Il est situé à deux kilomètres à l'est du village de Leers-et-Fosteau, dans la province de Hainaut (Région wallonne de Belgique).

## Histoire
Situé sur une légère élévation de terrain du bas plateau thudinien, le Fosteau est un château dont l’origine remonte à un donjon médiéval dont mention est déjà faite dans un cartulaire de l'abbaye de Lobbes datant de 1235.
Le donjon est agrandi en 1380 par Jean Clutinc qui le transforme en maison forte. Cette maison forte passa successivement aux familles Sars et Zwemme. Sous la famille Zwenne, le château connut toutefois des fortunes diverses. Il se fit même assiéger et piller en 1597 par une troupe levée par les créanciers de celle-ci. Peu de temps après, la famille Marotte en devint propriétaire et fit procéder à d’importantes restaurations ainsi qu’à la création d’un beau jardin à la française. Ces travaux donnèrent un caractère plus résidentiel au château. 
Aux XVIIIe et XIXe siècles d’autres constructions et aménagements vinrent compléter harmonieusement l'ensemble du domaine. 

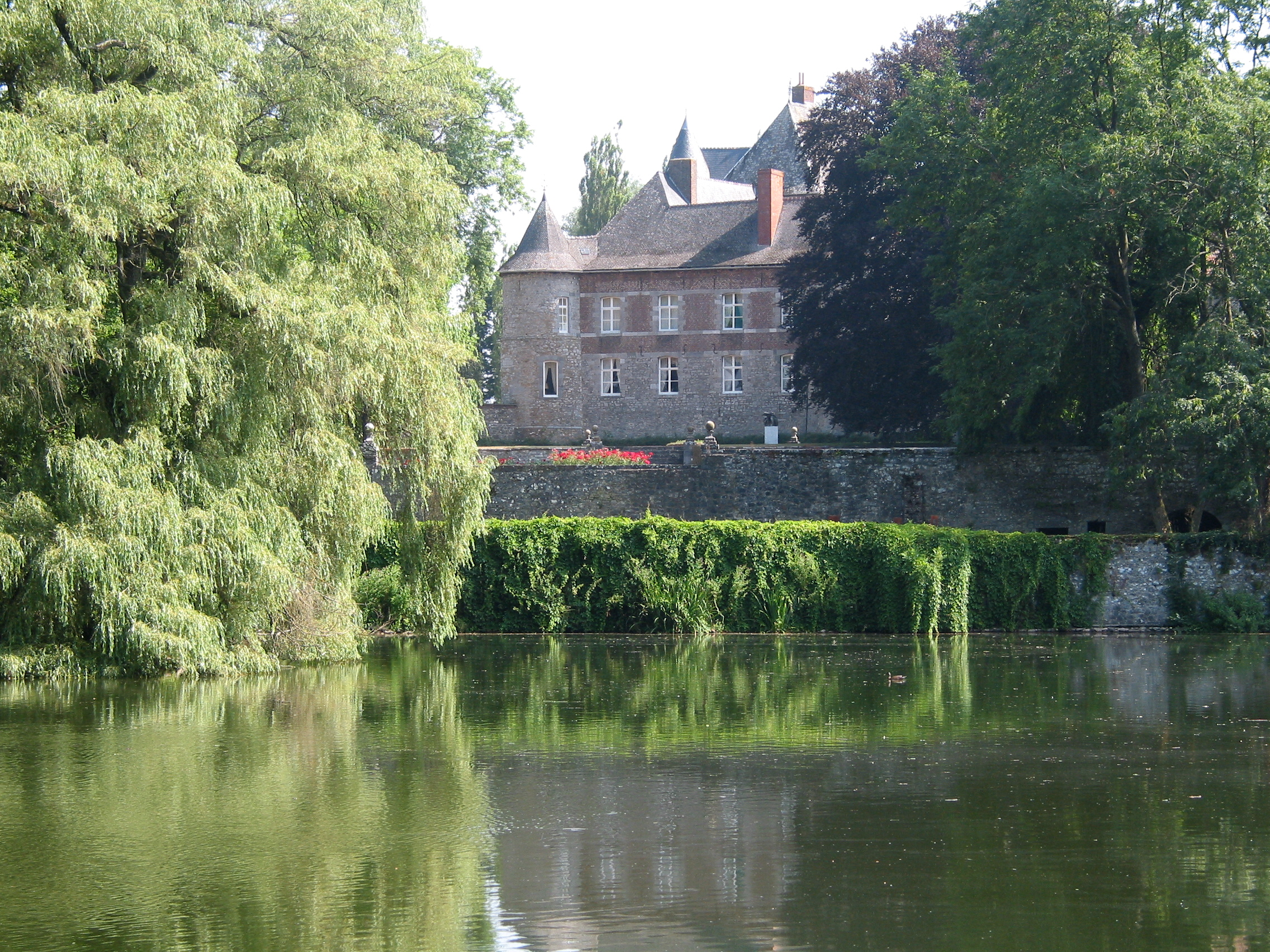
Le château, le jardin et l'étang

## Aujourd'hui
L'ancien donjon comporte toujours une belle salle des chevaliers. Un jardin à la française orne le côté ouest du domaine. Appartenant à un antiquaire qui y expose les biens qu'il vend, le château est accessible aux touristes. On peut y visiter un musée de la pharmacie et la chambre du général et comte d'Empire Honoré Charles Reille qui, en 1815, y passa quelques jours avec ses 25 000 hommes (le 2e corps) en route pour Waterloo.  

## Galerie

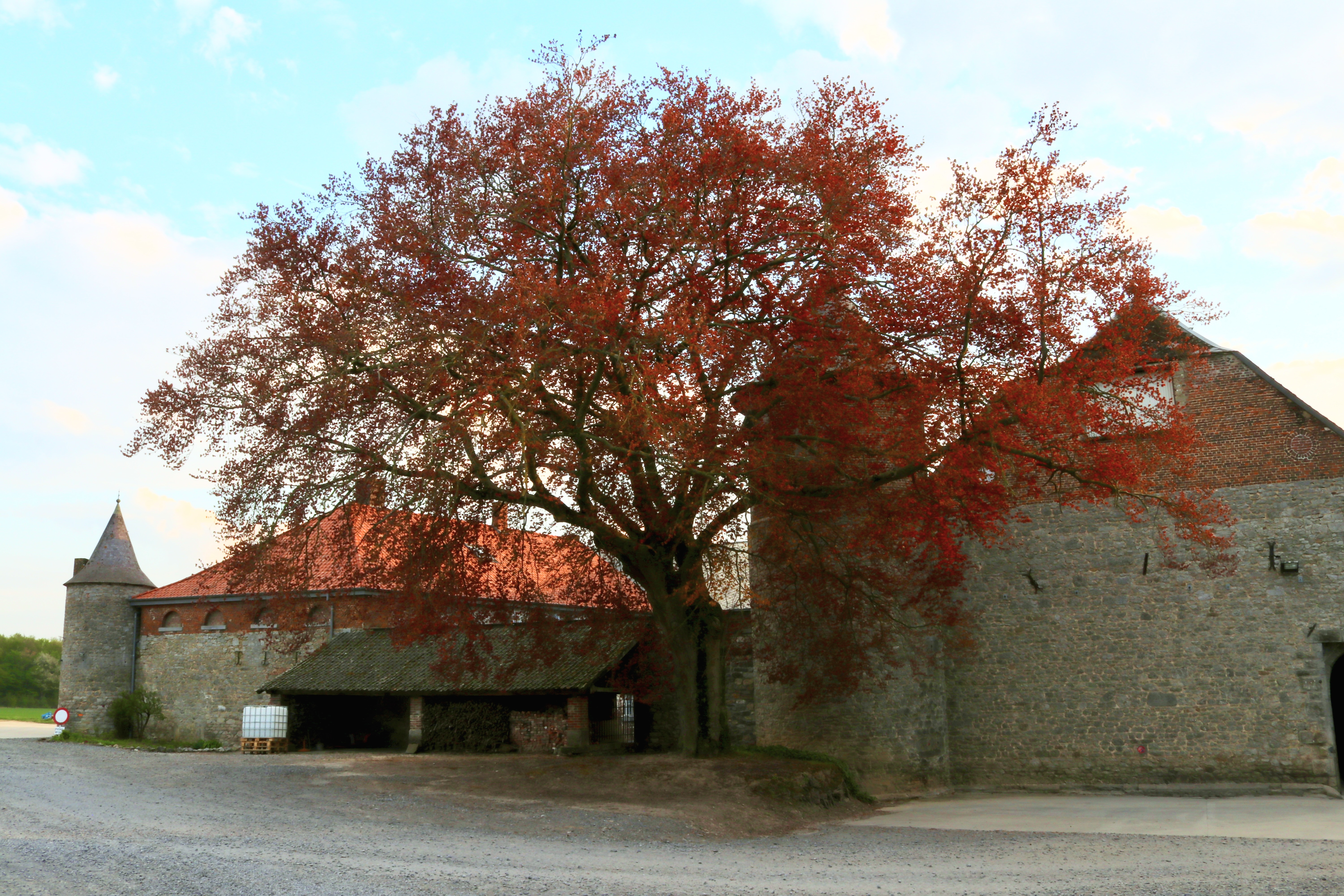
Face Nord-Est du Château